# Elytrimitatrix mexicana
Elytrimitatrix mexicana är en skalbaggsart som beskrevs av Santos-silva och Hovore 2008. Elytrimitatrix mexicana ingår i släktet Elytrimitatrix och familjen långhorningar. Inga underarter finns listade i Catalogue of Life.